# 86
86. је била проста година.

## Догађаји
- Цар Домицијан уводи Капитолинске игре.
- Римски војсковођа (и будући цар) Трајан почиње кампању да угуши устанак у Германији.
- Немачка је подељена на две провинције, Германиа Инфериор и Германиа Супериор
- Мезија је подељена на Горњу Мезију и Доњу Мезију.
- Марк Валерије Марциал објављује I и II књиге Епиграма.

## Рођења
- 19. септембар — Антонин Пије, римски цар (у. 161)